# Operator Hilberta-Schmidta
Operator {\displaystyle A} nazywamy operatorem Hilberta-Schmidta, jeśli jest on ograniczony na przestrzeni Hilberta oraz dla pewnej bazy ortonormalnej {\displaystyle \{a_{n}\}} zachodzi:
{\displaystyle \operatorname {tr} |A|^{2}=\sum _{n}\|Aa_{n}\|^{2}<\infty ,}
gdzie {\displaystyle \operatorname {tr} A} jest śladem operatora {\displaystyle A,} {\displaystyle \|A\|} normą {\displaystyle A,} a {\displaystyle |A|={\sqrt {A^{\star }A}}.}
Wielkość {\displaystyle \operatorname {tr} |A|^{2}} jest kwadratem tzw. normy Hilberta-Schmidta, oznaczanej jako {\displaystyle \|A\|_{HS}.} Zbiór wszystkich operatorów Hilberta-Schmidta na przestrzeni {\displaystyle H} zapisuje się jako {\displaystyle {\mathcal {B}}_{HS}(H).}

## Własności
- Norma Hilberta-Schmidta jest normą.
- Przestrzeń {\displaystyle {\mathcal {B}}_{HS}(H)} jest przestrzenią Banacha.
- {\displaystyle \|A\|_{HS}=\|A^{\star }\|_{HS}.}
- {\displaystyle \|\alpha A\|_{HS}=|\alpha |\|A\|_{HS}.}
- {\displaystyle \|A+B\|_{HS}\leqslant \|A\|_{HS}+\|B\|_{HS}.}
- {\displaystyle \|A\|\leqslant \|A\|_{HS}.}
- {\displaystyle A} jest operatorem ograniczonym i {\displaystyle B\in {\mathcal {B}}_{HS}(H),} to {\displaystyle \|AB\|_{HS}\leqslant \|A\|\|B\|_{HS}} i {\displaystyle \|AB\|_{HS}\leqslant \|A\|\|B\|_{HS}.}
- {\displaystyle {\mathcal {B}}_{HS}(H)} z iloczynem skalarnym {\displaystyle \langle A,B\rangle =\operatorname {tr} A^{\star }B} jest przestrzenią Hilberta.
- Jeśli {\displaystyle A\in {\mathcal {B}}_{HS},} to A jest operatorem zwartym na {\displaystyle H.}